# 宝兰客运专线
宝兰客运专线是徐兰客运专线的组成部分。该线由已经建成的西宝客运专线向西延伸，始于陕西省宝鸡市，止于甘肃省兰州市。线路设计全长401公里，总投资564.5亿元。宝兰客运专线陕西段、甘肃段分别于2012年10月19日、20日开工，全线建设工期为5年，2017年7月9日全线通车运营。

## 概述
东起陕西省宝鸡市宝鸡南站，向西经甘肃省天水市、定西市，终到兰州市兰州西站。铁路修建于中国西部湿陷性黄土山区，交通条件差，施工难度大，桥梁隧道比例约占全线总长度的92.5%。
铁路为国铁Ⅰ级双线电气化铁路，设计时速为250公里。该铁路将与西宝客运专线及兰新高铁连接，形成一条中国东部地区通往新疆的高速铁路联通线。
2016年8月18日，宝兰客专开始铺轨。2017年3月21日，宝兰客专兰州局管辖区段开始联调联试。截至2017年5月，宝兰客专甘肃段已进入试运行阶段，陕西段进入联调联试阶段。宝兰客专2017年7月9日全线通车运营，届时铁路部门计划安排增开5对G字头列车、30对D字头列车、变更运行区间延伸至兰州、西宁等地7对列车，相关列车车票于7月6日16时开始发售。宝兰客专开通当日的首发列车为兰州西站始发开往徐州站的G2028次列车。
宝兰客专建成之后，从宝鸡到兰州由原来的6小时缩减为2小时，西安至兰州由原来的8小时减少至3小时。中国东部、中部和西部高铁实现全面互通。

## 车站
| 车站名称     | 所在区域 | 所在区域 | 所在区域 | 启用日期       | 连接铁路                                        | 城市轨道交通换乘路线 |
| ------------ | -------- | -------- | -------- | -------------- | ----------------------------------------------- | -------------------- |
| 宝兰客运专线 |          |          |          |                |                                                 |                      |
| 宝鸡南站     | 陕西省   | 宝鸡市   | 渭滨区   | 2013年12月28日 | 西宝客运专线                                    |                      |
| 东岔站       | 甘肃省   | 天水市   | 麦积区   | 2017年7月9日   |                                                 |                      |
| 天水南站     | 甘肃省   | 天水市   | 麦积区   | 2017年7月9日   |                                                 |                      |
| 秦安站       | 甘肃省   | 天水市   | 秦安县   | 2017年7月9日   |                                                 |                      |
| 通渭站       | 甘肃省   | 定西市   | 通渭县   | 2017年7月9日   |                                                 |                      |
| 定西北站     | 甘肃省   | 定西市   | 安定区   | 2017年7月9日   |                                                 |                      |
| 榆中站       | 甘肃省   | 兰州市   | 榆中县   | 2017年7月9日   |                                                 |                      |
| 兰州西站     | 甘肃省   | 兰州市   | 七里河区 | 1953年         | 兰新铁路第二双线 兰新铁路 兰中城际铁路 陇海铁路 | █ 1号线 █ 2号线      |

## 技术标准
出于造价等方面的考虑，宝兰客运专线限定最高時速250km/h。